# Etheostoma stigmaeum
Etheostoma stigmaeum är en fiskart som först beskrevs av David Starr Jordan, 1877.  Etheostoma stigmaeum ingår i släktet Etheostoma och familjen abborrfiskar. Inga underarter finns listade i Catalogue of Life.